# Pseudocercospora cladosporioides
Espèce
Pseudocercospora cladosporioides ou Maladie du plomb de l'Olivier est une maladie cryptogamique des feuilles de l'olivier. Cette maladie peut aussi affecter les pétioles, les pédoncules et les olives.

## Synonymes
- Cercospora cladosporioides sacc.

## Symptômes
Cette maladie se manifeste sur les feuilles par un feutrage de couleur grisâtre sur la face inférieure des feuilles et une coloration brune sur la face supérieure, couleur gris plomb d'où le nom de "plomb de l'olivier".

## Conséquences
Le champignon provoque la mort des feuilles qui tombent et affaiblissent ainsi l'arbre, compromettant la production pour plusieurs années.

## Contrôle de la maladie
La prévention et toutes les mesures allant dans ce sens sont recommandées :
- plantations aérée à densité raisonnable,
- taille régulière des oliviers aérant le feuillage et faisant circuler l'air,
- fertilisation mesurée pour redonner de la vigueur à l'oliver,
- traitements cupriques autorisés pour l'oeuil de Paon (après récolte, 1/2 dose de cuivre).

Il est conseillé de travailler légèrement le sol sous l'arbre pour enfouir les feuilles tombées pour enfouir avec des broyats de végétaux, des engrais et des amendements.